# Dasylobus argentatus
Dasylobus argentatus is een hooiwagen uit de familie echte hooiwagens (Phalangiidae).